# Draba australis
Draba australis är en korsblommig växtart som beskrevs av Robert Brown. Draba australis ingår i släktet drabor, och familjen korsblommiga växter. Inga underarter finns listade i Catalogue of Life.